# Ortsteilverfassung
Eine Ortsteilverfassung kann gemäß § 45 der Thüringer Kommunalordnung durch Gemeinden in Thüringen für alle oder für einzelne Ortsteile eingeführt werden. 
Die Einführung erfolgt durch Regelung in der Hauptsatzung der Gemeinde. Mehrere benachbarte Ortsteile können gemeinsam eine Ortsteilverfassung erhalten. In Ortsteilen mit einer Ortsteilverfassung dürfen ein Ortsteilbürgermeister und ein Ortsteilrat gewählt werden. Die Ortsteilverfassung kann wieder aufgehoben werden, wenn die Wahl des Ortsteilbürgermeisters und die Wahl der weiteren Mitglieder des Ortsteilrats auch nach jeweils einmaliger Wiederholung erfolglos bleiben. Ansonsten kann die Ortsteilverfassung frühestens zum Ende der gesetzlichen Amtszeit des Gemeinderats aufgehoben oder geändert werden. Der Beschluss bedarf der Mehrheit der gesetzlichen Zahl der Gemeinderatsmitglieder.

## Weblink
- Thüringer Gemeinde- und Landkreisordnung